# 캄차카 반도
캄차카 반도(러시아어: Камча́тский полуо́стров 캄차츠키 폴루오스트로프[*], 러시아어: Камча́тка 캄찻카[*], 문화어: 깜챠뜨까 반도, 영어: Kamchatka Peninsula)는 러시아 극동 지역에 위치한 길이 1250km, 면적 270,000 km2의 반도이다. 오호츠크해가 반도의 서쪽 해안선과 경계를 이루며, 반도 앞바다와 베링해 아래에는 9,600m 깊이의 쿠릴-캄차카 해구가 있다. 동쪽 해안선은 베링해로, 태평양의 일부이다.
캄차카 반도와 코만도르스키예 제도, 카라긴스키섬은 러시아의 캄차카 변경주를 구성한다. 322,079명의 주민 대다수는 러시아인이며, 약 13,000명(2014년)은 코랴크인이다. 인구의 절반 이상이 주도인 페트로파블롭스크캄차츠키(2010년 179,526명)와 인근 옐리조보(38,980명)에 거주한다. 캄차카반도에는 약 160 개의 화산이 있고, 이 중 29개는 아직도 활동 중이다. 이 중 19개가 유네스코 세계유산인 캄차카 화산군이며, 이는 환태평양 조산대의 일부이다.
세계에서 화산이 가장 밀집되어 있는 곳으로,  캄차카 화산군으로 유네스코의 세계유산으로  소비에트 연방의 붕괴 이전에는 이곳에 핵잠수함 기지가 있어 접근이 금지된 군사지역이었다. 적어도 야생 태평양 연어의 20%가 이곳에 와서 알을 낳는다. 기후는 툰드라 기후와 냉대 습윤 기후가 나타난다.
캄차카 반도는 행정 구역상 러시아 극동 연방관구의 캄차카 지방에 속한다.

## 지리

캄차카반도의 지형

강조된 지역은 캄차카 변경주로, 캄차카반도와 북쪽의 일부 본토를 포함한다.

이 반도는 러시아 행정구역 중 캄차카 변경주의 일부를 이룬다. 남쪽 끝은 로팟카곶이라고 불린다.(로팟카는 러시아어로 삽을 의미한다.) 태평양 쪽의 이 북쪽 원형만은 아바차만으로, 주도인 페트로파블롭스크캄차츠키가 위치해 있다. 태평양 쪽으로 북쪽으로 올라가면, 네 개의 반도는 시푼스키곶, 크로노츠키곶, 캄차츠키곶, 오제르노이곶으로 불린다. 오제르노이곶의 북쪽에는 카라긴스키섬을 둘러싼 카라긴스키만이 있다. 이 북동쪽(표시된 지도 밖)에는 틸리치키 마을이 있는 코르파만이 있다. 반대편에는 셸리호프만이 있다.
캄차카 또는 중앙(스레딘니산맥) 산맥은 반도의 척추를 이룬다. 남동쪽 해안을 따라 보스토치니 산맥(보스토치니는 러시아어로 동부)이 뻗어 있다. 이들 사이에는 중앙 계곡이 있다. 캄차카강은 아바차산 북서쪽에서 발원하여 중앙 계곡을 따라 북쪽으로 흐르며, 클류치 근처에서 동쪽으로 꺾여 캄차츠키곶 남쪽 우스티캄차츠크에서 태평양으로 유입된다.
19세기에는 클류치 근처에서 산을 넘어 서쪽으로 테길강과 마을로 이어지는 길이 있었는데, 이곳은 서해안의 주요 무역항이었다. 테길 북쪽은 코랴크구이다. 테길 남쪽은 이차강이다. 캄차카강의 상류 바로 남쪽에서 볼샤야강은 남서쪽으로 굽이쳐 볼셰레츠크에서 오호츠크해로 유입되었는데, 이곳은 한때 반도와 오호츠크를 연결하는 항구 역할을 했다. 비스트라야강 남쪽으로는 골리기나강이 흐른다.
페트로파블롭스크캄차츠키와 반도 중앙의 정착촌은 고속도로로 우스티캄차츠크와 연결되어 있다. 도로는 남쪽 부분은 아스팔트이지만, 인구가 희박한 북쪽 절반쯤에서는 자갈길로 바뀐다. 다른 고속도로는 지역 수도와 볼셰레츠크를 연결한다. 두 도로 모두 버스 서비스가 이용 가능하다. 대부분의 다른 도로는 자갈길이거나 비포장도로여서 오프로드 차량이 필요하다. 항공기를 이용한 정기적인 여객 운송도 이루어진다.

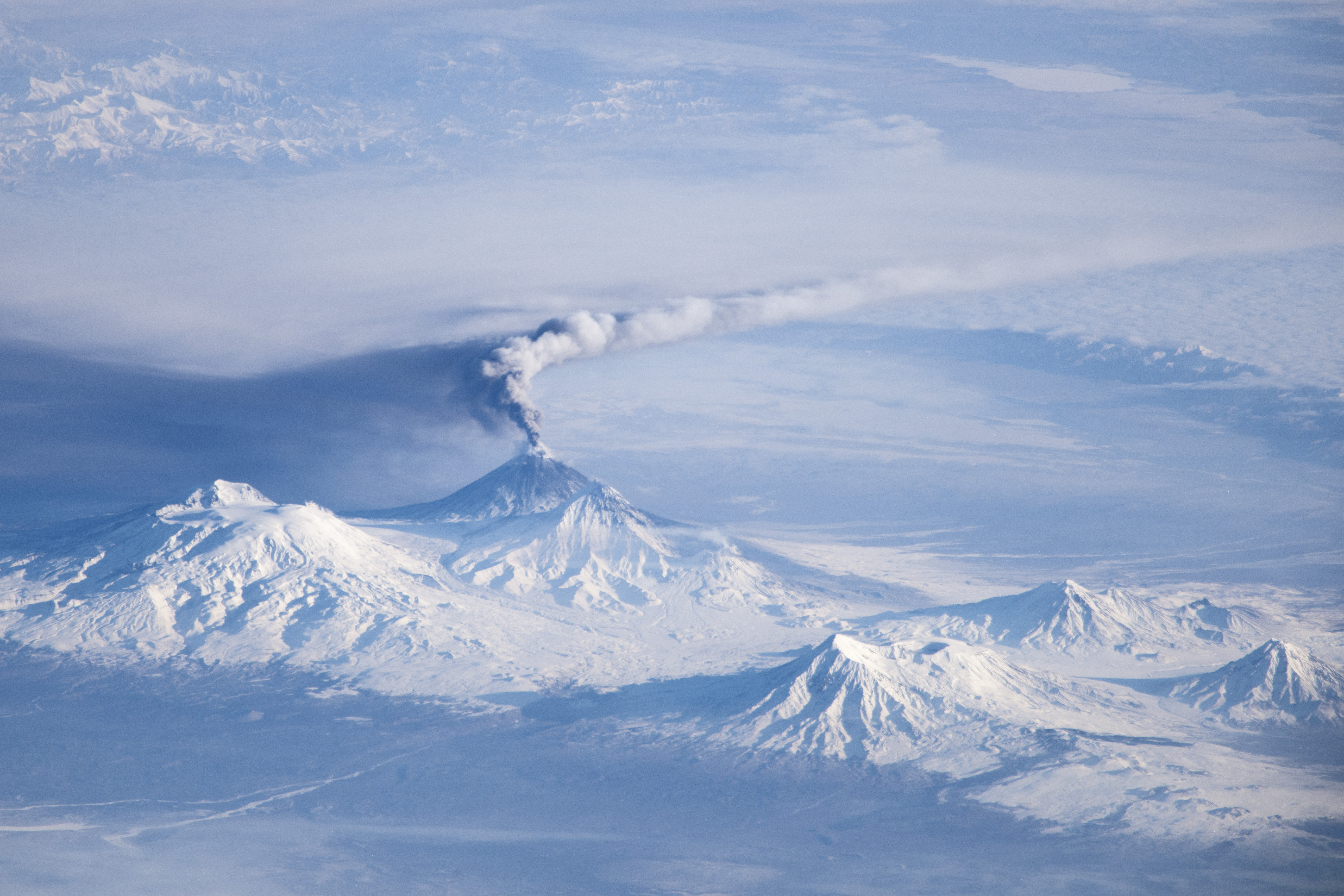
클류쳅스카야산의 분출

중앙 계곡의 선명한 원형 지역은 클류쳅스카야산으로, 캄차카강의 만곡부 남동쪽에 있는 고립된 화산군이다. 크로노츠키곶 서쪽에는 크로노츠키 자연 보호구역에 게이저 계곡이 있다. 남쪽 끝에는 쿠릴호가 있는 남부 캄차카 야생동물 보호구역이 있다. 반도에는 여러 다른 보호 구역이 있다.

### 기후
캄차카에는 연간 최대 2700mm의 강수량이 내린다. 이는 러시아 동부의 다른 지역보다 훨씬 많은데, 이는 동해를 가로질러 불어오는 서풍이 수분을 흡수하여 반도의 높은 지형에 부딪히면서 상승하여 비로 응결되기 때문이다. 여름은 적당히 시원하며, 겨울은 상당히 폭풍우가 치지만 폭풍으로 인해 번개가 발생하는 경우는 드물다.
캄차카는 스코틀랜드와 비슷한 위도에 있지만, 시베리아에서 불어오는 차가운 북극풍과 차가운 오야시오 해류로 인해 10월부터 5월 말까지 눈으로 덮여 있다. 쾨펜의 기후 구분에 따르면 캄차카는 일반적으로 아극 기후(Dfc)를 보이지만, 더 높고 북쪽에 있는 지역은 한대 기후(ET)를 보인다. 가장 높은 산봉우리들은 빙설 기후(EF)를 보인다. 캄차카는 동시베리아보다 훨씬 습하고 온화하다. 본질적으로 시베리아와 둥베이의 초고성 기후에서 알류샨 열도의 비가 많이 내리는 아극 해양 기후로 전환되는 지역이다.

그러나 비가 많이 내리고 빙하가 많은 동부 해안과 건조하고 대륙적인 내륙 계곡 사이에는 상당한 차이가 있다. 해양의 영향이 가장 뚜렷한 빙하가 많은 크로노츠키반도에서는 연간 강수량이 최대 2500mm에 달할 수 있으며, 페트로파블롭스크캄차츠키 남쪽의 남동부 해안은 일반적으로 연간 약 1166mm의 비에 해당하는 강수량을 받는다. 상당한 지역적 차이가 존재한다. 페트로파블롭스크캄차츠키 대도시권의 남부 지역은 도시의 북부 지역보다 최대 430mm 더 많은 강수량을 받을 수 있다. 이곳의 기온은 매우 온화하며, 여름 최고 기온은 약 16도이고 겨울 최저 기온은 약 -8도이며, 노출된 해안 지역의 지속적인 안개로 인해 일교차는 거의 5도를 초과하지 않는다. 북위 57도 남쪽에는 비교적 온화한 겨울과 많은 눈 덮임으로 인해 영구동토가 없지만, 북쪽으로 갈수록 불연속 영구동토가 우세하다. 서부 해안 평야는 더 춥고 건조한 기후를 가지며, 강수량은 남쪽의 880mm에서 북쪽의 430mm까지 다양하며, 겨울 기온은 약 -20도로 상당히 더 추워진다.
| 페트로파블롭스크캄차츠키의 기후 도표               | 페트로파블롭스크캄차츠키의 기후 도표 | 페트로파블롭스크캄차츠키의 기후 도표 | 페트로파블롭스크캄차츠키의 기후 도표 | 페트로파블롭스크캄차츠키의 기후 도표 | 페트로파블롭스크캄차츠키의 기후 도표 | 페트로파블롭스크캄차츠키의 기후 도표 | 페트로파블롭스크캄차츠키의 기후 도표 | 페트로파블롭스크캄차츠키의 기후 도표 | 페트로파블롭스크캄차츠키의 기후 도표 | 페트로파블롭스크캄차츠키의 기후 도표 | 페트로파블롭스크캄차츠키의 기후 도표 |
| 1월                                                | 2월                                  | 3월                                  | 4월                                  | 5월                                  | 6월                                  | 7월                                  | 8월                                  | 9월                                  | 10월                                 | 11월                                 | 12월                                 |
| -------------------------------------------------- | ------------------------------------ | ------------------------------------ | ------------------------------------ | ------------------------------------ | ------------------------------------ | ------------------------------------ | ------------------------------------ | ------------------------------------ | ------------------------------------ | ------------------------------------ | ------------------------------------ |
| 118 -5 -10                                         | 80 -5 -9                             | 84 -2 -7                             | 90 2 -3                              | 64 7 1                               | 53 12 6                              | 62 15 9                              | 91 16 10                             | 111 13 7                             | 174 8 3                              | 130 1 -3                             | 109 -4 -8                            |
| 기온 단위: 섭씨(℃) 강수량 단위: 밀리미터(mm) 출처: |                                      |                                      |                                      |                                      |                                      |                                      |                                      |                                      |                                      |                                      |                                      |

클류치로 대표되는 캄차카강의 내륙 계곡은 강수량이 훨씬 적고(약 450~650mm) 훨씬 더 대륙적인 기온을 보이며, 전형적인 여름날에는 19도에 도달하고 극심한 겨울 추위에는 -41도까지 떨어진다. 이 계곡의 낮은 부분에는 산발 영구동토가 우세하지만, 높은 고도와 빙하에서는 더욱 널리 퍼져 있으며, 북위 55도 북쪽에서는 영구동토가 지속적으로 우세하다.
| 클류치의 기후 도표                                 | 클류치의 기후 도표 | 클류치의 기후 도표 | 클류치의 기후 도표 | 클류치의 기후 도표 | 클류치의 기후 도표 | 클류치의 기후 도표 | 클류치의 기후 도표 | 클류치의 기후 도표 | 클류치의 기후 도표 | 클류치의 기후 도표 | 클류치의 기후 도표 |
| 1월                                                | 2월                | 3월                | 4월                | 5월                | 6월                | 7월                | 8월                | 9월                | 10월               | 11월               | 12월               |
| -------------------------------------------------- | ------------------ | ------------------ | ------------------ | ------------------ | ------------------ | ------------------ | ------------------ | ------------------ | ------------------ | ------------------ | ------------------ |
| 80 -12 -19                                         | 43 -10 -17         | 41 -4 -14          | 32 2 -6            | 61 9 1             | 40 16 6            | 67 19 10           | 78 18 9            | 63 13 4            | 63 6 -2            | 43 -5 -11          | 75 -11 -17         |
| 기온 단위: 섭씨(℃) 강수량 단위: 밀리미터(mm) 출처: |                    |                    |                    |                    |                    |                    |                    |                    |                    |                    |                    |

최고 기온이 15~20도인 여름철은 관광객들에게 인기가 있지만, 겨울 스포츠의 증가 추세로 인해 관광은 연중 활발하게 이어진다. 화산과 빙하는 캄차카의 기후를 형성하는 데 역할을 하며, 온천은 마지막 빙하기 동안 급감한 수십 종의 생물을 살려냈다.

### 지질, 지진 및 화산
캄차카강과 주변 중앙 계곡은 약 160개의 화산을 포함하는 큰 화산대로 둘러싸여 있으며, 그 중 29개는 아직 활동 중이다. 이 반도에는 화산과 관련 화산 현상이 밀집되어 있으며, 캄차카 화산군에 포함된 6개의 유네스코 세계유산에는 19개의 활화산이 포함되어 있다. 이들 대부분은 유라시아 대륙에서 가장 화산 활동이 활발한 지역인 캄차카반도에 있으며, 많은 활화산 봉우리가 있다. 캄차카반도는 "불과 얼음의 땅"으로도 알려져 있다.
가장 높은 화산은 클류쳅스카야산(4750m)으로, 북반구에서 가장 큰 활화산이다. 많은 화산이 대칭적인 원뿔 모양을 가지고 있으며, 크로노츠키는 화산학자 로버트와 바바라 데커에 의해 세계에서 가장 아름다운 화산의 유력한 후보로 거론되었다. 페트로파블롭스크캄차츠키에서 보이는 세 개의 화산인 코략스카야 화산, 아바친스키산, 코젤스키 화산은 비교적 접근하기 쉽다. 캄차카 중앙에는 2007년 6월 대규모 진흙 사태로 부분적으로 파괴된 게이저 계곡이 있다.
쿠릴-캄차카 해구로 인해 심발 지진과 쓰나미가 상당히 흔하게 발생한다. 1737년 10월 16일과 1952년 11월 4일에는 각각 규모 약 9.3과 8.2의 해구형 지진이 해안에서 발생했다. 일련의 더 얕은 지진은 2006년 4월에 기록되었다. 2017년 7월 18일, 니콜스코예에서 동남동쪽으로 202km 떨어진 태평양에서 얕은 깊이 10km의 규모 7.7의 상당한 지진이 발생했다. 2025년 7월 30일에는 페트로파블롭스크캄차츠키에서 동남동쪽으로 119km 떨어진 태평양에서 깊이 21km의 8.7~8.8 규모의 2025년 캄차카 지진이 발생했다.

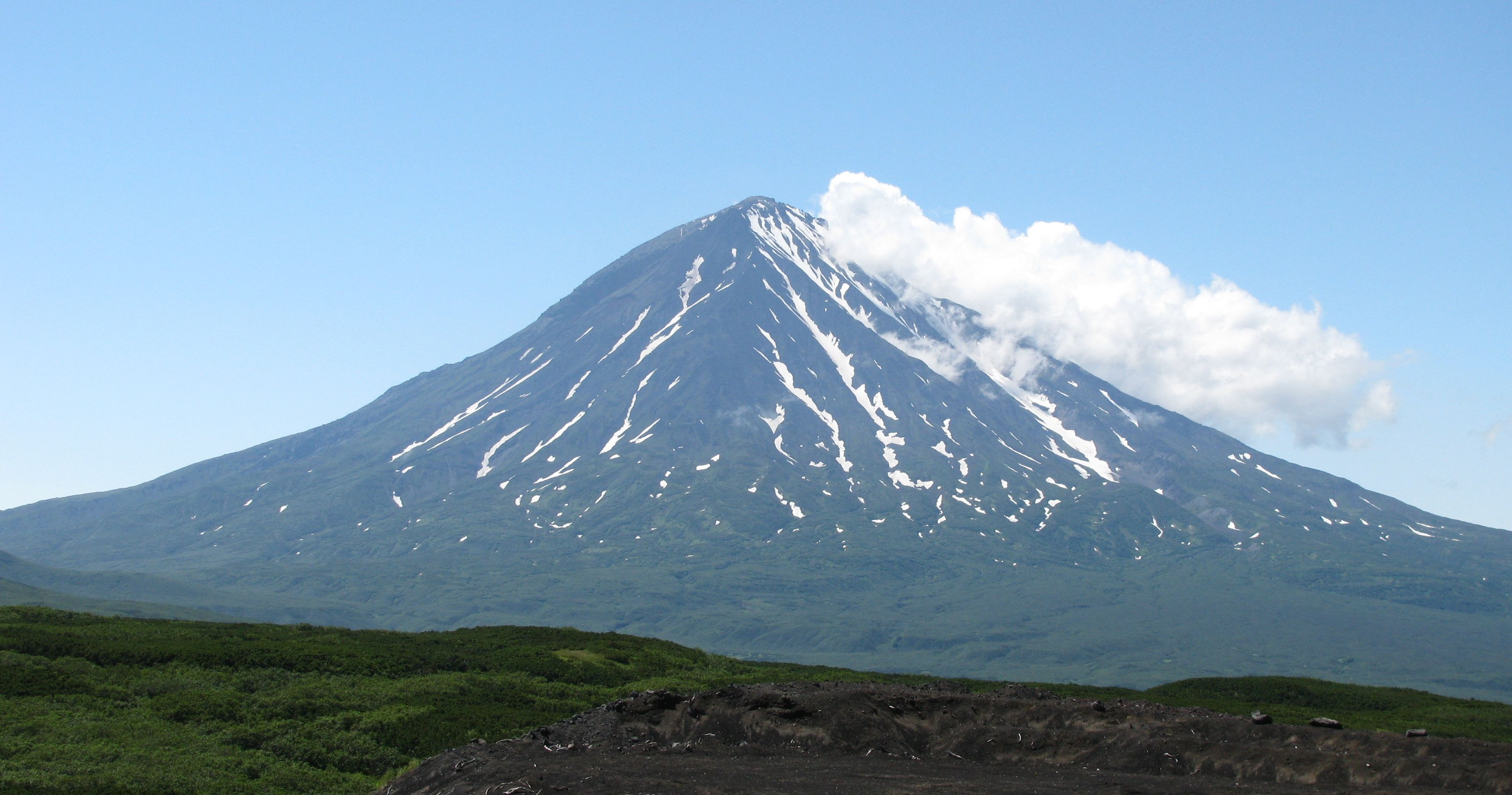
캄차카 남부의 오팔라 화산
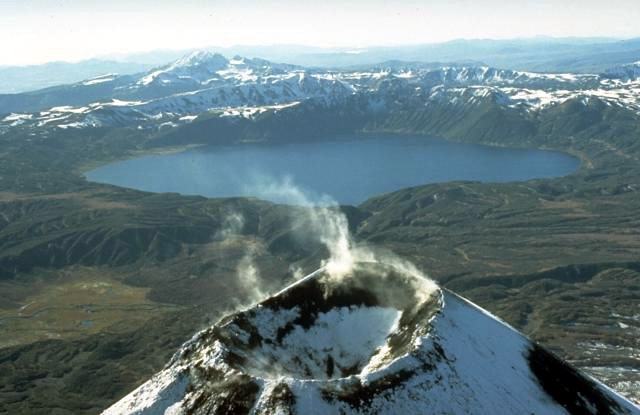
여기서 북쪽에서 본 호수로 가득 찬 아카데미야나우크산 칼데라, 전경에는 카림스키 화산이 보인다.
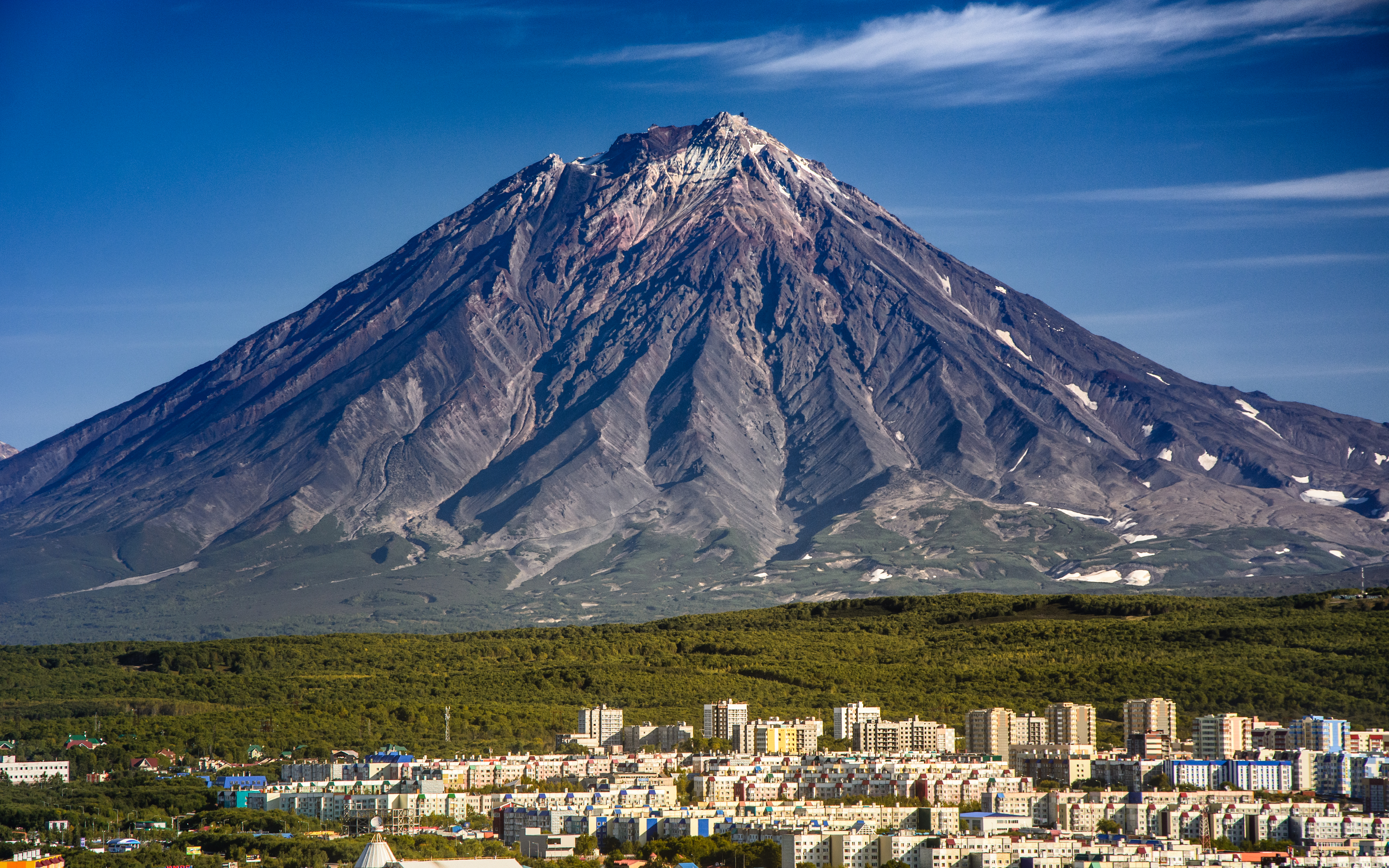
페트로파블롭스크캄차츠키 위에 우뚝 솟은 코략스카야 화산
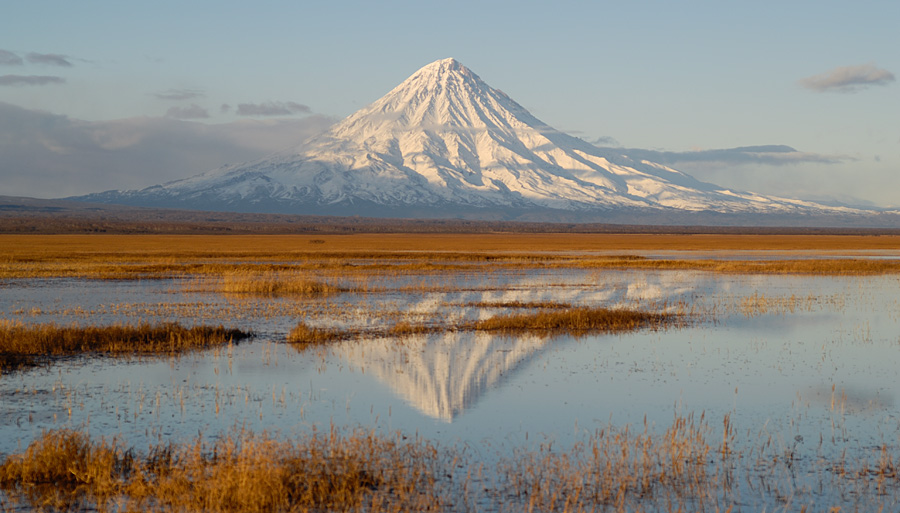
크로노츠키 자연 보호구역에 있는 크로노츠키 화산. 크로노츠키호 동쪽에 있다.

## 역사와 탐험
러시아 탐사 이전에 반도는 다양한 축치캄차카어족 민족들(특히 이텔멘족, 코랴크인, 알류토르족)이 거주하고 있었다. 반도의 남쪽 끝은 또한 아이누족 정착지의 최북단이었다.
러시아 탐험가 이반 모스크비틴이 1639년에 오호츠크해에 도달했을 때, 항해용 선박을 건조할 기술과 장비 부족, 그리고 호전적인 코랴크인들이 거주하는 북동쪽의 험악한 육지 때문에 추가적인 탐사가 방해를 받았다. 그 결과 러시아인들은 북쪽에서 캄차카로 진입했다. 1651년, 아나디르스크 오스트로그 건설을 도운 후, 탐험가 미하일 스타두힌은 남쪽으로 가서 펜지나만에서 오호츠크까지 오호츠크해 해안을 따라갔다. 1667년경부터 남쪽에 캄차카강이 있다는 보고가 있었다. 1700년 이전에 러시아인 한 무리가 캄차카에서 좌초되어 사망했다.
1695년, 탐험가 블라디미르 아틀라소프가 아나디르스크의 사령관이 되었다. 1696년 그는 코사크 루카 모로즈코를 남쪽으로 보냈다. 모로즈코는 티길강까지 가서 보고서와 일부 신비한 글(아마도 일본어)을 가지고 돌아왔다. 1697~1699년, 아틀라소프는 반도 전체를 거의 탐험했다. 그는 베르흐니캄차츠크에 오스트로그를 건설하고, 일본 난파선 생존자를 구하거나 포획했으며, 보고를 위해 모스크바로 갔다. 1699년, 베르흐니캄차츠크의 러시아인들은 아나디르스크로 돌아가던 중 코랴크인에게 살해되었다. 1700년, 징벌 원정대가 코랴크 마을을 파괴하고 하류에 니즈네캄차츠크를 세웠다. 볼셰레츠크는 1703년에 세워졌다. 1705년경부터 질서가 붕괴되었다. 반도 전역과 북쪽으로 펜지나강과 올류토르만의 코랴크 지역까지 수많은 반란과 원주민 전쟁이 발생했다. 아틀라소프를 포함하여 여러 사람이 질서를 회복하기 위해 파견되었지만, 아틀라소프는 1711년 반란군에게 살해되었다. 바실리 메를린은 1733년에서 1739년 사이에 어느 정도 질서를 회복했다. 1756년 이후로는 심각한 저항이 없었다. 1768~1769년에 발생한 주요 천연두 전염병은 원주민 인구를 빠르게 감소시켰다. 1773년에 약 2,500명의 이텔멘족은 1820년에는 1,900명으로 줄어들었으며, 원래 인구는 12,000~25,000명이었다. 생존자들은 러시아 관습을 받아들였고, 많은 상호 결혼이 있었으며, 그리하여 "캄차달"(이텔멘족에 대한 원래 러시아 이름)은 반도에서 태어난 모든 러시아인 또는 부분 러시아인을 의미하게 되었다.
1713년, 표트르 1세는 오호츠크에 조선공들을 보냈다. 54피트 길이의 보트가 건조되어 1716년 6월에 티길강으로 항해했다. 이 일주일간의 항해는 나중에 오호츠크-볼세레츠크로 변경되어 캄차카로 가는 표준 경로가 되었다. 1720년, 이반 예브레이노프는 캄차카와 쿠릴 열도를 지도에 그렸다. 덴마크 태생의 러시아 탐험가 비투스 베링은 1728년 니즈네캄차츠크를 떠나 첫 항해를 시작했으며, 두 번째 항해의 일환으로 1740년에 페트로파블롭스크캄차츠키를 건설했다.
러시아 해군에 복무했던 비투스 베링의 제2차 캄차카 탐험(약 1733~1743년)은 캄차카의 최종적인 "개방"을 시작했으며, 정부가 이 지역을 사람들을 유배시키는 데 사용하기 시작했다는 사실에 도움을 받았다. 1770년 헝가리 귀족이자 탐험가인 모리츠 베뇨브스키 백작의 유명한 유배도 그러한 사례 중 하나이다. 1755년 스테판 크라셰닌니코프는 반도에 대한 첫 번째 상세한 설명인 "캄차카 땅의 기록"을 출판했다. 러시아 정부는 러시아-아메리카 회사의 상업 활동을 장려하기 위해 반도에 새로 온 사람들에게 토지를 부여했다. 1812년까지 원주민 인구는 3,200명 미만으로 줄어든 반면, 러시아 인구는 2,500명으로 증가했다.
1854년, 크림 전쟁 중 러시아군과 싸우던 프랑스 제2제국과 대영 제국은 페트로파블롭스크캄차츠키를 공격했다. 페트로파블롭스크 공방전에서 988명의 병력과 68문의 대포만으로 6척의 함선과 206문의 대포, 2,540명의 프랑스 및 영국군에 맞서 전초 기지를 방어하는 데 성공했다. 성공적인 방어에도 불구하고, 러시아군은 프랑스군과 영국군이 철수한 후 페트로파블롭스크를 전략적 부담으로 보고 포기했다. 다음 해, 두 번째 적군이 항구를 공격하러 왔을 때, 그들은 항구가 버려진 것을 발견했다. 좌절한 함선들은 도시를 포격하고 철수했다.
1861년 5월 24일, 뉴베드퍼드의 선박 폴라 스타(475톤)가 짙은 안개와 돌풍 속에서 캄차카 서해안에 난파되었다. 선장과 보트 승무원들은 해안에 도달하려다 사망했다. 나머지 승무원들은 콜드스프링하버 (뉴욕)의 바크 앨리스와 뉴베드퍼드 출신의 선박 올리버 크로커에 의해 구조되었다.
1865년 5월 21일, 남북 전쟁이 이 지역에 도달했다. 아메리카 연합국 해군 증기선 CSS 셰넌도어가 오호츠크해에서 미국 고래잡이 선박을 사냥하기 위해 캄차카반도 남쪽 끝을 지나 항해했다. 상선 습격함으로서 CSS 셰넌도어는 연합 상선을 파괴하여 미국 해군 함정들을 추격하게 함으로써 연합 해안에 대한 미국 해군의 봉쇄를 완화하는 것을 목표로 했다. 이 배는 위험한 얼음 때문에 단 한 척의 배만 파괴하고 거의 3주를 바다에서 보낸 후 북태평양으로 이동하여 사실상 24척의 고래잡이 선박을 나포하거나 보세로 처리하고 대부분을 침몰시켰다.
그 후 50년은 캄차카에게 가뭄이었다. 해군 항구는 우스티아무르로 이전되었고, 1867년에 러시아는 알래스카를 미국에 매각하여 페트로파블롭스크를 미국 영토로 가는 상인과 탐험가들의 경유지로서 무용지물이 되었다. 1860년에 프리모르스키(연해주) 지역이 설립되었고 캄차카는 그 관할하에 놓였다. 1875년에 러시아는 쿠릴 열도를 일본에 할양하는 대가로 사할린섬에 대한 러시아 주권을 얻었다. 캄차카의 러시아 인구는 세기 전환기까지 약 2,500명에 머물렀고, 원주민 인구는 5,000명으로 증가했다. 19세기 동안 반도에 대한 과학적 탐사는 계속되었다. 카를 폰 디트마르는 1851년에서 1854년 사이에 반도로 중요한 여행을 했다.
1920년 러시아의 지도자 블라디미르 레닌은 미국에 반도에 대한 60년 임대권을 제안했다.
제2차 세계 대전(1939~1945년)은 1945년 8월 만주 침공의 발사 기지 역할을 제외하고는 캄차카에 거의 영향을 미치지 않았다. 전쟁 후 소련 당국은 캄차카를 군사 지역으로 선포했다. 페트로파블롭스크캄차츠키에서 아바차만을 가로질러 약 20킬로미터(12마일) 떨어진 캄차카반도에 위치한 빌류친스크는 1968년 소련 해군에 잠수함 건조사로 보급하던 세 개의 이전 정착촌을 통합하여 소베츠키로 설립되었으며, 러시아 태평양 함대의 본거지이다. 클류치 (캄차카 지방) 정착지에서 북동쪽으로 130 킬로미터 (81 mi) 떨어진 대륙간 탄도 미사일 충격 지역인 쿠라 미사일 시험장은 1955년부터 개발되었다. 캄차카는 1989년까지 소련 시민들에게, 1990년까지 외국인들에게 폐쇄되어 있었다.
1946년부터 1949년까지 약 50,000명의 북한인들이 계약 노동자로 캄차카로 갔다. 수천 명은 계약 종료 후 귀환을 거부하여 2020년에는 약 1,800명의 공동체가 형성되었다.
아바차만은 2020년 9월~10월에 대규모 저서 해양 생물 대량 폐사의 현장이었다.

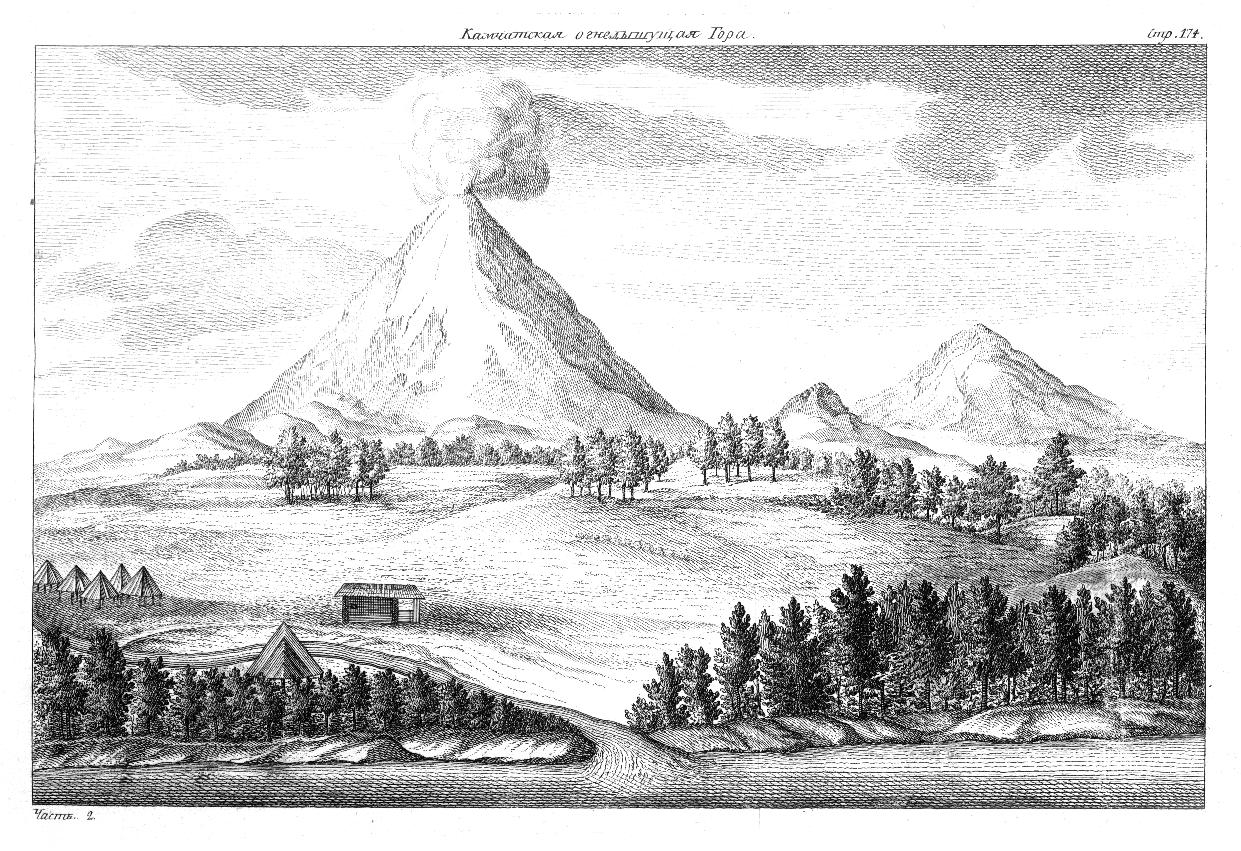
스테판 크라셰닌니코프의 캄차카 땅의 기록 (1755년) 삽화
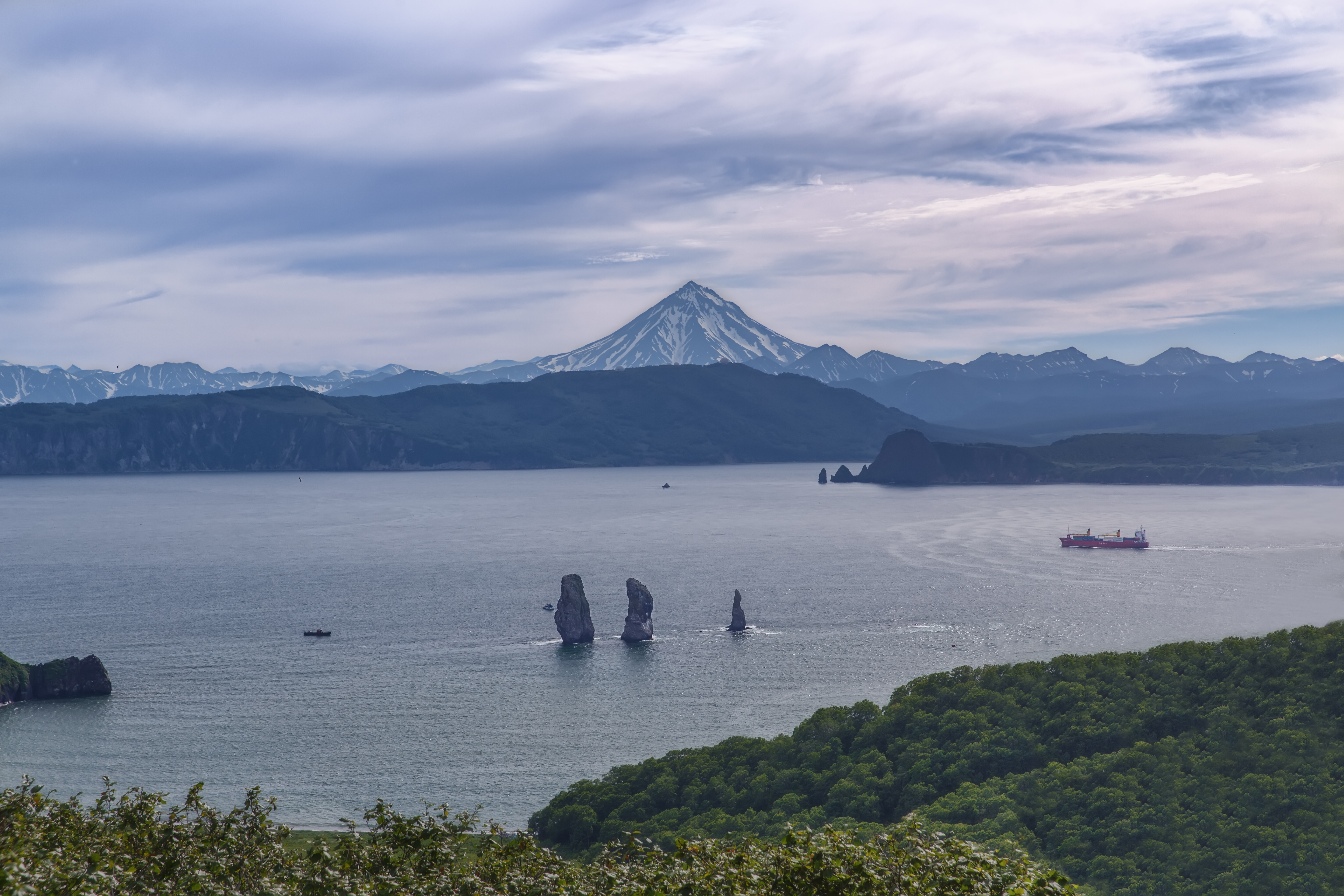
아바차만의 삼형제 바위
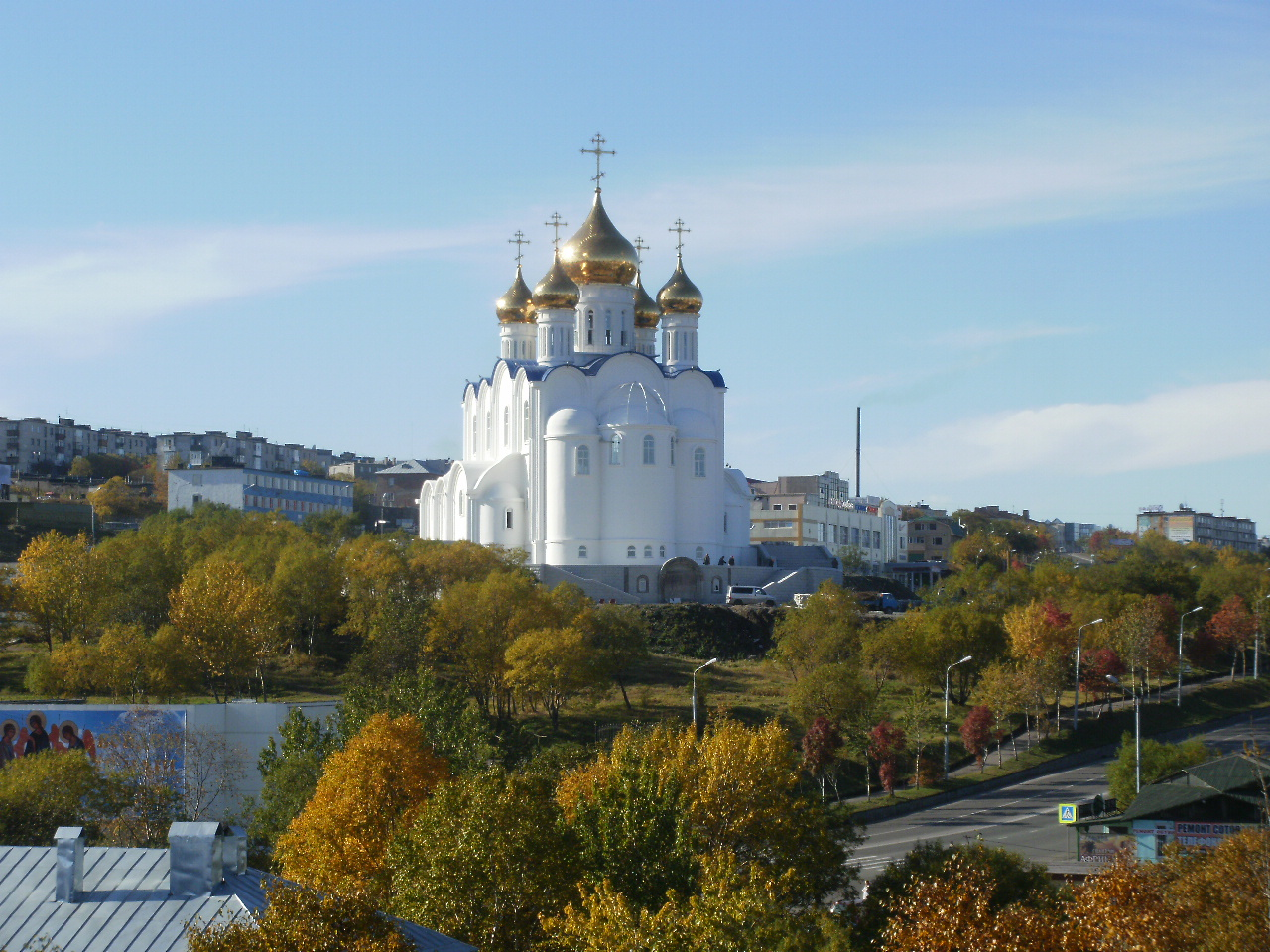
페트로파블롭스크캄차츠키의 성 삼위일체 대성당 (페트로파블롭스크캄차츠키)
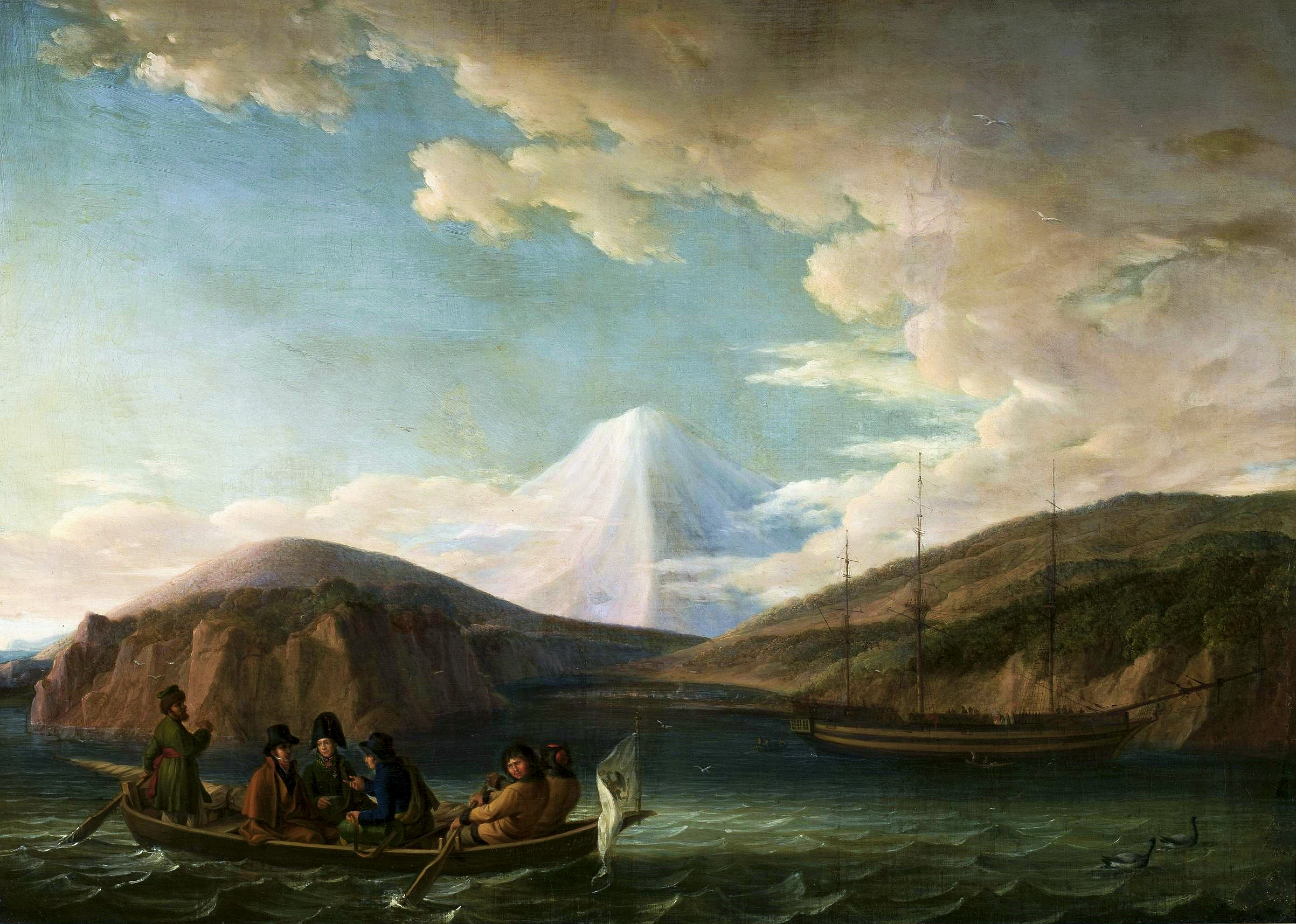
프리드리히 게오르크 바이츠가 그린 아담 요한 폰 크루젠슈테른의 아바차만, 약 1806년, 바르샤바 국립박물관 (바르샤바)

## 생태계

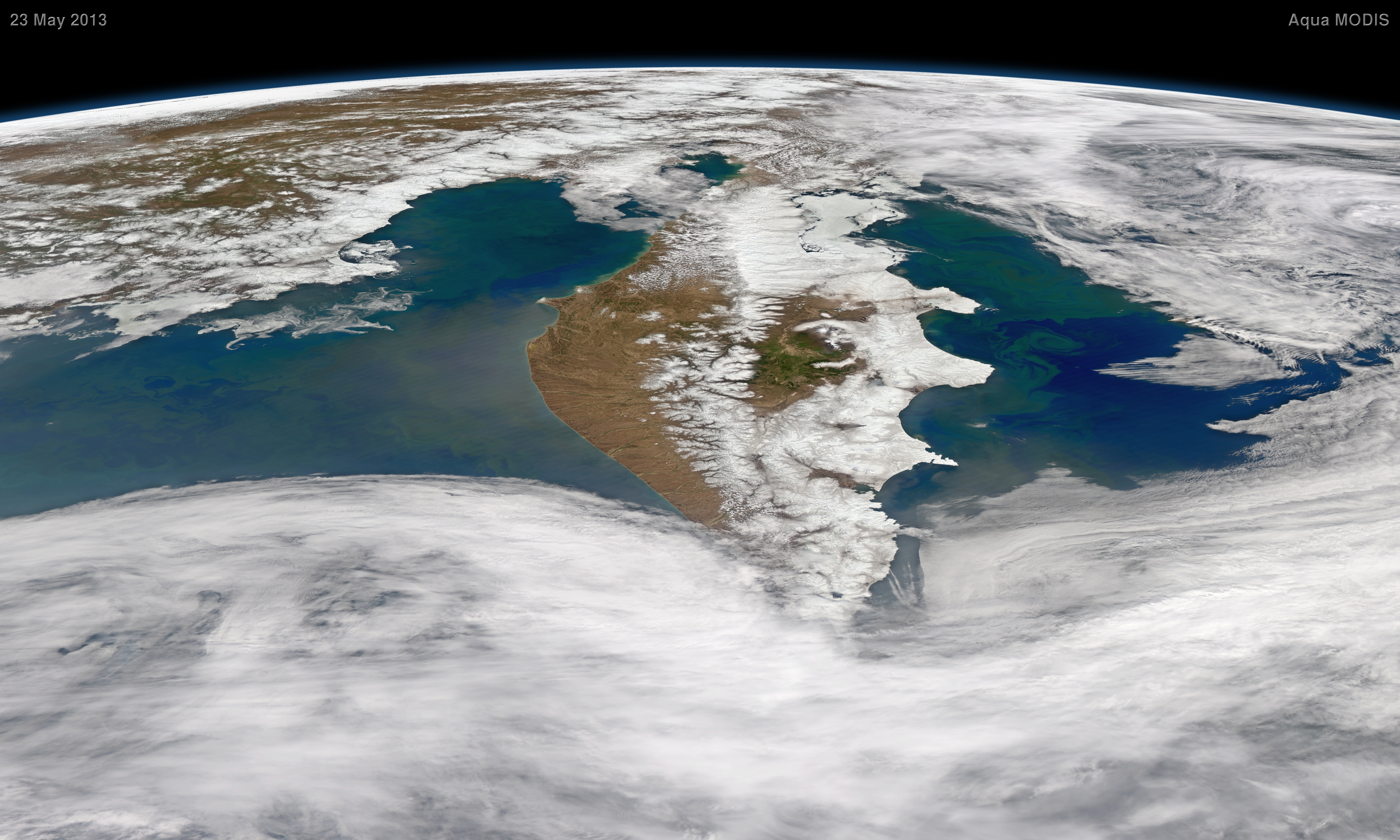
2013년 조류 대량 증식으로 둘러싸인 캄차카반도

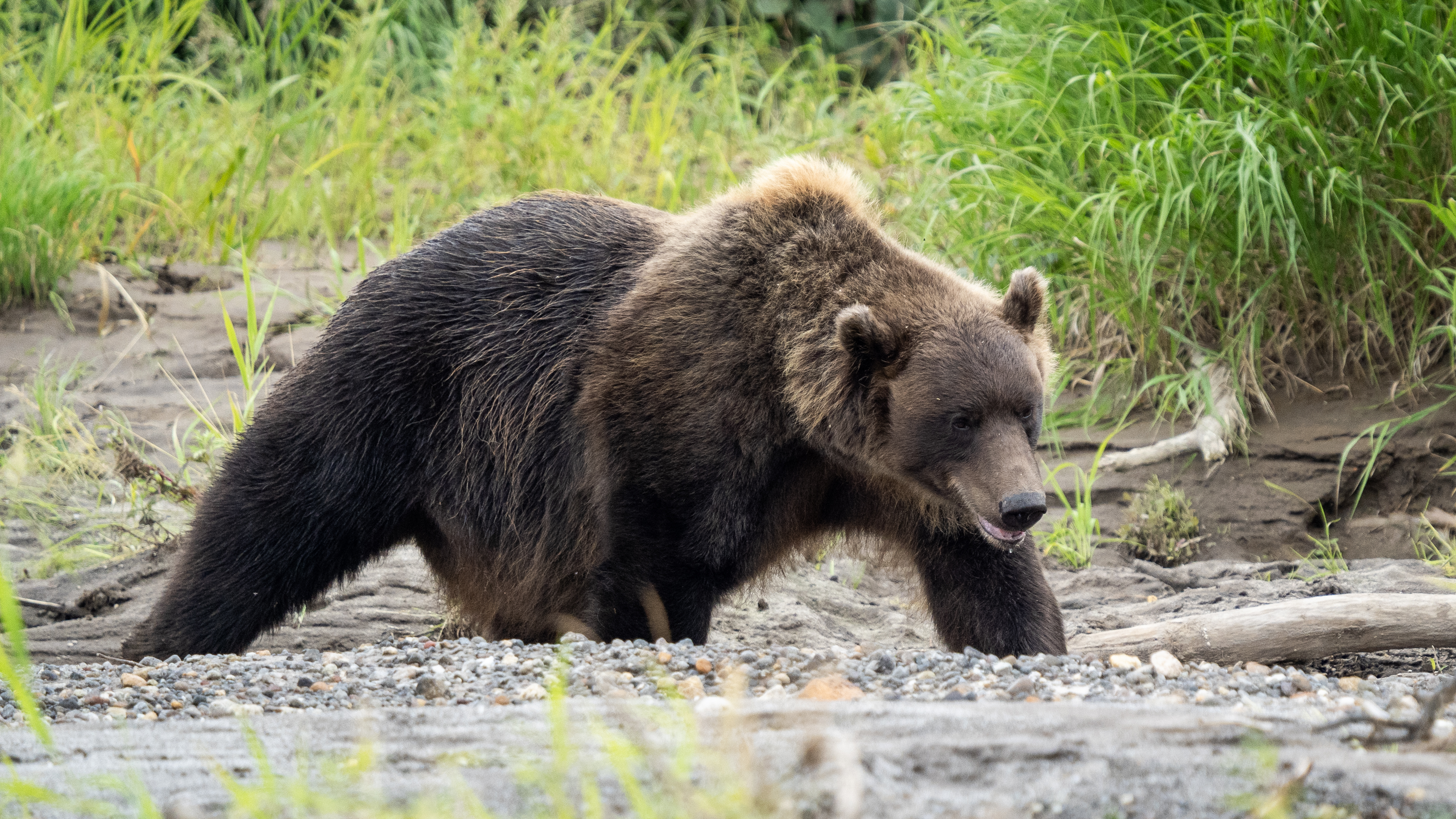
여름의 캄차카 불곰

캄차카는 풍부한 식물을 자랑한다. 다양한 기후는 툰드라와 이탄습지가 우세한 다양한 식물군을 조성하고, 그 뒤를 이어 풀, 꽃 피는 관목, 소나무속, 자작나무속, 오리나무속, 버드나무속 숲이 이어진다. 반도 전역에 퍼져 있는 다양한 식물 형태는 식물을 먹고사는 동물 종들의 유사한 다양성을 촉진한다. 캄차카는 대부분 툰드라 지대이지만, 낙엽수와 침엽수가 풍부하며, 숲은 반도 전역에서 발견될 수 있다.
캄차카는 다양하고 풍부한 야생동물을 자랑한다. 이는 다양한 기후; 다양한 지형과 지리; 많은 자유롭게 흐르는 강; 북서 태평양, 베링해, 오호츠크해의 생산성 높은 해역과의 근접성; 낮은 인구 밀도; 그리고 최소한의 개발 등 여러 요인에 기인한다. 이 반도는 또한 세계에서 가장 남쪽에 위치한 북극 툰드라 지대를 자랑한다. 그럼에도 불구하고 해양 자원의 상업적 이용과 모피 사냥의 역사는 여러 종에 피해를 입혔다.
캄차카는 불곰의 풍부함과 크기로 유명하다. 크로노츠키 자연 보호구역에는 100 제곱킬로미터 (39 mi2)당 3~4마리의 곰이 서식하는 것으로 추정된다. 그 외 주목할 만한 동물로는 툰드라늑대(Canis lupus albus), 북극여우(Vulpes lagopus), 붉은여우(Vulpes vulpes beringiana), 스라소니(Lynx lynx wrangeli), 울버린(Gulo gulo), 검은담비(Martes zibellina), 유럽수달(Lutra lutra), 북방족제비(Mustela ermine kaneii), 쇠족제비(Mustela nivalis pygmaea)와 같은 육식동물이 있다. 이 반도에는 시베리아큰뿔양, 순록(Rangifer tarandus), 말코손바닥사슴(Alces alces buturlini)과 같은 여러 대형 유제류의 서식지가 있으며, 말코손바닥사슴은 세계에서 가장 큰 말코손바닥사슴 중 하나이며 유라시아에서 가장 크다. 또한 고산토끼(Lepus timidus), 마멋, 여러 종의 레밍과 다람쥐과를 포함한 설치류/토끼목도 서식한다. 이 반도는 가장 큰 독수리 종 중 하나인 참수리와 함께 검독수리와 재흰매의 번식지이다.
캄차카는 왕연어, 코호연어, 연어, 송어, 곱사연어, 홍연어 등 6종의 소하성 태평양 연어를 포함하여 세계에서 가장 다양한 연어류 어류를 보유하고 있을 가능성이 높다. 독특하게 적합한 환경으로 인해 생물학자들은 태평양 연어 전체의 5분의 1이 캄차카에서 유래한다고 추정한다. 쿠릴호는 유라시아에서 홍연어의 가장 큰 산란지로 인정받고 있다. 밀렵 압력과 전 세계적인 연어 자원 감소에 대응하여, 더 생산적인 연어 강 9개 강을 따라 약 24,000 제곱킬로미터 (9,300 mi2)가 자연 보호구역으로 지정되는 과정에 있다. 가시고기 종, 특히 큰가시고기와 청가시고기도 많은 해안 배수구에서 발생하며, 담수에서도 존재할 가능성이 높다.
북서 태평양과 오호츠크해의 생산성 높은 해역을 자주 찾는 고래류에는 범고래, 까치돌고래와 쇠돌고래, 혹등고래, 향고래, 참고래가 있다. 덜 자주 발견되는 종으로는 쇠고래(동부 개체군), 심각한 멸종 위기에 처한 북방긴수염고래와 북극고래, 부리고래과, 밍크고래가 있다. 대왕고래는 여름철에 남동부 대륙붕에서 먹이를 먹는 것으로 알려져 있다. 기각류 중에는 스텔라바다사자, 물개, 물범, 항만물범이 반도 대부분 지역에 풍부하게 서식한다. 더 북쪽으로는 태평양 쪽에서 바다코끼리와 턱수염물범을 만날 수 있으며, 띠무늬물범은 카라긴스키만의 얼음 위에서 번식한다. 해달은 주로 반도의 남쪽 끝에 집중되어 있다.
바닷새로는 바다오리과, 북부풀마갈매기, 두꺼운부리 및 가는부리 바다오리, 제비갈매기, 뿔쇠오리 및 솜털쇠오리, 붉은 얼굴, 펠라기아, 기타 가마우지, 그리고 많은 다른 종들이 있다. 북쪽 바다의 전형적인 특징처럼 해양 동물상도 풍부하다. 상업적으로 중요한 종으로는 캄차카게(대게), 가리비, 살오징어목, 대구, 명태, 청어, 핼리벗, 그리고 여러 종류의 가자미목이 있다.

## 관광
캄차카반도의 관심 지점으로는 온천과 광천, 화산, 빙하, 다양한 식물과 동물, 그리고 문명의 손길이 거의 닿지 않은 기타 자연 특징들이 있다. 활동으로는 스포츠 낚시, 고산 관광, 헬리스키, 스노보드, 개썰매, 서핑 등이 있다.

## 지도
| 가잔 열도갠지스강고다바리강고비 사막나일강류큐 열도남중국해노르웨이해뉴기니섬네푸드 사막다싱안링산맥다뉴브강동시베리아해동중국해동해둥베이 · 평원랍테프해룹알할리 사막레나강마다가스카르섬마리아나 제도마르마라해말레이반도메콩강몰디브 제도몽골고원바렌츠해바이칼호바탄 제도발리섬발트해발하시호백해베링해벵골만보르네오섬북극해북해볼가강북드비나강브라마푸트라강사할린섬샤오싱안링산맥세이셸 군도소코트라섬수마트라섬술라웨시섬스리랑카섬스칸디나비아반도스타노보이산맥스프래틀리 군도시나이반도새머리싱가포르섬아나톨리아아덴만아라비아반도아라비아해아라푸라해아랄해아무르강아조프해아프리카의 뿔안다만 제도알타이산맥알류샨 열도에게해예니세이강오가사와라 제도오만만오비강오스트레일리아오호츠크해우랄강우랄산맥유프라테스강이란고원인더스강인도 아대륙인디기르카강인도양 (북부)인도차이나반도일본 열도자와섬주강장강치롄산맥카라해카라코람카스피해캄차카반도캅카스산맥캐롤라인 · 제도콜리마강쿠릴 열도쿤룬산맥크리스마스섬타이만대만타클라마칸 사막북태평양톈산산맥통킹만티그리스강티모르섬티베트고원파라셀 제도파미르페르시아만페초라강프라타스섬필리핀 제도필리핀해하이난한반도항가이산맥호르무즈홋카이도홍해화베이 · 평원황하황해흑해히말라야산맥힌두스탄 · 평원힌두쿠시class=notpageimage\| 유라시아에서의 캄차카반도의 위치 |